# Ігойо
Ігойо (ісп. Igollo) — населений пункт у складі муніципалітету Камарго автономної спільноти Кантабрія. Станом на 1 січня 2020 року в ньому проживало 1593 зареєстрованих мешканця. Розташоване на висоті 35 метрів над рівнем моря та за 3,6 км від муніципальної столиці Мурієдас. Межує на півночі з Сантандером і П'єлагосом, на півдні — з Еррерою і Камарго, на сході — з Касіседо і Еррерою, на заході — з П'єлагосом. Поштовий код 39608.

## Райони
Складається з районів Ля-Бега, Абахо, Ель-Хуйо, Лас-Кантерас, Ель-Кабідо, Лас-Ескуелас, Ля-Еспрілья, Бохар, Ля-Бента, Ля-Іглесія та Лас-Тієндас.

## Свята
- 12 лютого свято Санта-Евлалії (покровителька Ігойо)[1]
- 11 липня свято Святого Бенедикта (покровитель Ігойо)[2]
- 24 вересня свято Ла Мерсед[3]

## Історичні факти
В Ігойо знаходиться печера Ель Хуйо, місце великого наукового значення, оскільки воно містить важливу стратиграфію кантабрійського нижнього мадленського періоду, яка надала цікаві колекції предметів із каменю, кісток і рогів, а також важливу палеоекологічну та економічну інформацію. Печера містить плиту, схожу на вівтар, і кам'яну голову, наполовину людську, наполовину котячу, що є унікальною знахідкою у світі, віком 14 000 років, що дозволяє вважати її найдавнішим святилищем у світі.
Парафія Санта-Евлалія-де-Ігойо документально згадується в 1025 році, однак поточне будівництво датується кінцем XVII століття. Тут розміщено головний вівтар, створений приблизно у XVIII столітті, подібний до вівтаря Сан-Хуліан-де-Еррера. У Євангелії є вівтарний образ, який, за оцінками, походить зі скиту Нуестра Сеньйора-де-ла-Бега, датований приблизно 1650 роком і приписується Хуану де Тольнадо Еррері.
Також тут є каплиця Сан-Хосе, також звана як Ермітаж Ла-Мерсед, яка побудована в 1863 році, внесена до культурної спадщини Кантабрії в 2003 році.
Також його особняки розповідають про історію Ігойо, оскільки тут є архітектурний ансамбль, який складається з красивих будинків і належить видатним родинам XVII століття. Ці родини залишили свою спадщину в камені, оскільки кожен із цих будинків має різні герби, які прикрашають не лише різні будинки, але й Ігойо в цілому.

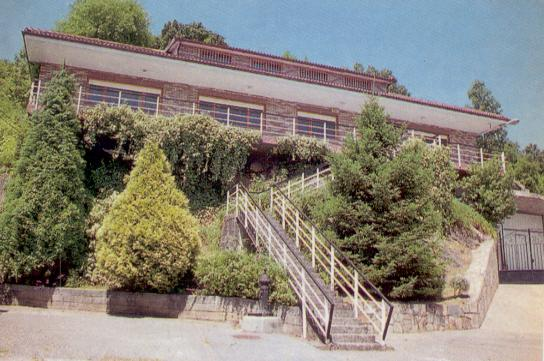
Культурний центр «Світанок» Ігойо

## Культура
Культурний центр «Світанок» знаходиться в Ігойо, культурна асоціація, яка діє з 1974 року, управління якої пов'язане з церквою, а також багатофункціональний центр «Канал» площею 400 квадратних метрів, розташованих на одному поверсі будинку прямокутної форми.
Проводиться фестиваль Кармен де Ревійя.

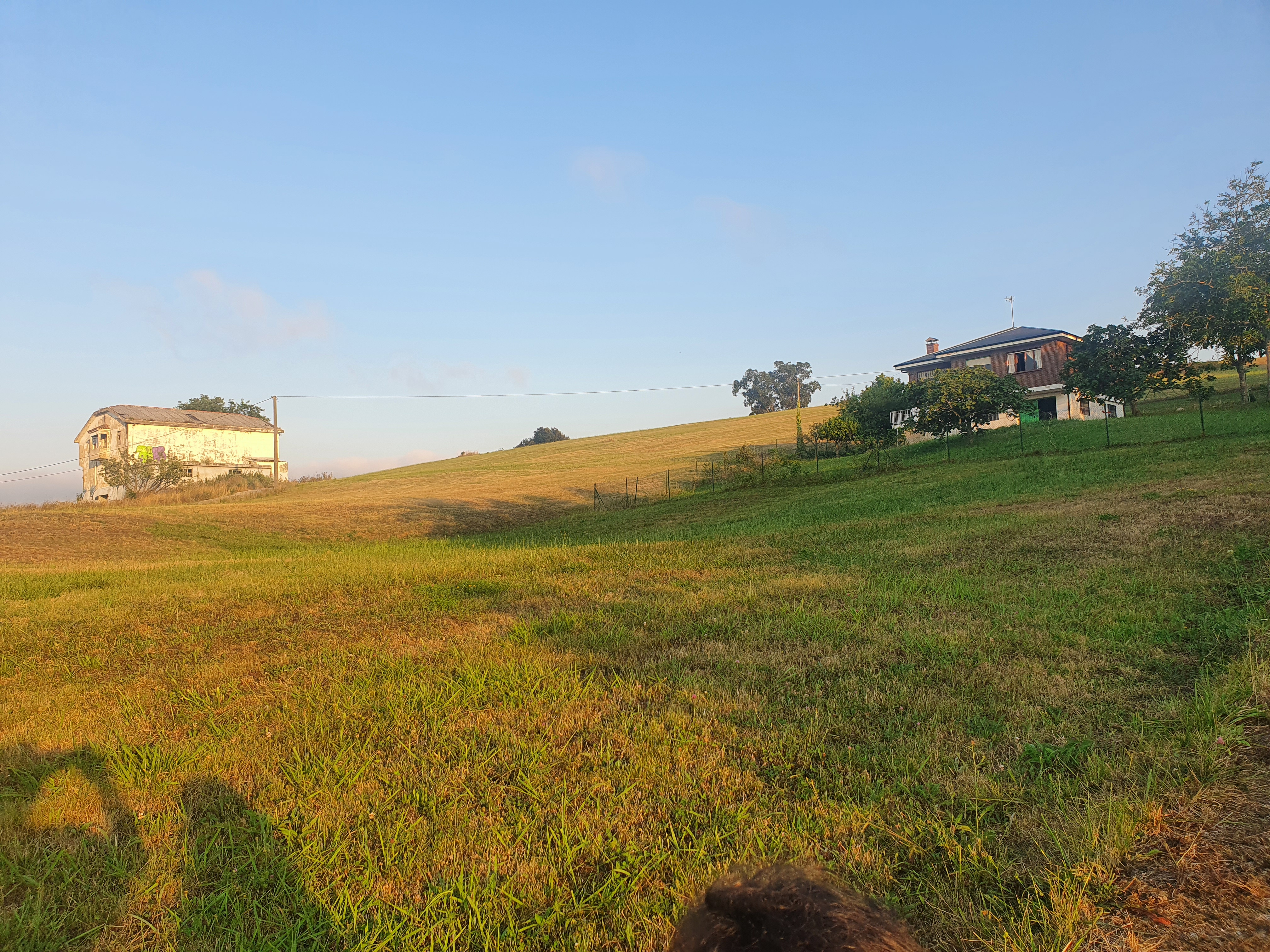
Пагорб в Ігойо, де проходить вулиця Бохар (Bo Bojar)